# Верховинський район (1966—2020)
Верхови́нський райо́н — колишня адміністративно-територіальна одиниця у південній частині Івано-Франківської області. Населення становило 30 224 особи (на 1 серпня 2013). Площа району 1260 км². Був найменшим за кількістю населення районом України. Районний центр смт Верховина. Утворено 1966 року. 

## Географія

### Розташування
Верховинський район є одним з 14 адміністративних районів Івано-Франківської області та розташований на півдні області в самому центрі великої карпатської дуги, у найвищій частині Українських Карпат. Район розташований у найбільш високогірній частині Івано-Франківської області. На заході район межує з Рахівським районом Закарпатської області, на північному заході — з Надвірнянським районом, на півночі із Косівським районом Івано-Франківської області, на сході з Путильським районом Чернівецької області, на півдні та на південному заході межі району збігаються з ділянкою державного кордону України з Румунією (повіт Марамуреш) довжиною 49 км, що проходить по Чивчинському хребту.

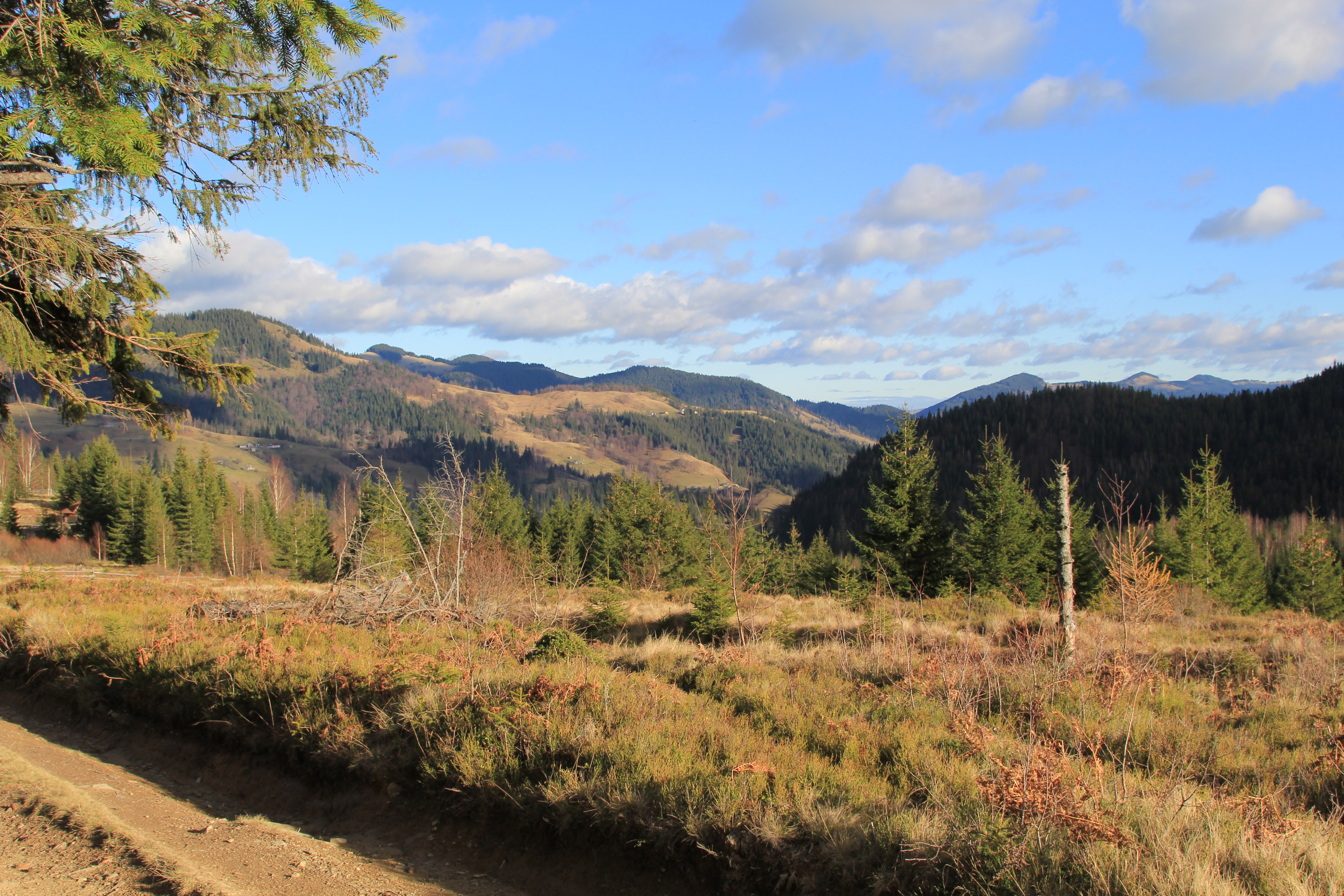
Дземброня

Верховинський район є найвіддаленішим від обласного центру і від промислово розвинених районів Прикарпаття. Відстань від селища Верховина до м. Івано-Франківська найкоротшим шляхом на північ становить 150 км. Такою ж є відстань до іншого обласного центру м. Чернівців. Відстань до м. Києва — 611 км; до м. Коломиї — 55 км; до селища Поєніле де Суб-Мунте (Румунія) — 180 км.
Верховинський район — єдиний район області, повністю розташований на території карпатської гірської системи. Крім того, він є єдиним районом області, що межує з іншою державою. Район не має залізничного сполучення. Найближча залізнична станція Ворохта розташована на відстані 32 км від селища Верховина.
Протяжність району з півночі на південь — 62 км, з заходу на схід — 41 км. Територія Верховинського району складає 125 426 га, з них — 32 113 га становлять господарські угіддя: рілля — 871,46 га, багаторічні насадження — 120,5 га, сінокоси — 12380,3 га, пасовища — 20541,5 га, а 89462,1 га (71,3 %) — ліси та інші площі, вкриті лісом.
Територія району становить 125 426 тис. гектарів. За займаною площею район посідає третє місце в області після Рожнятівського та Надвірнянського районів.

### Рельєф
Рельєф зумовленням знаходженням регіону у гірській місцевості. На території району знаходяться ряд найвищих вершин Східних Карпат, у тому числі й третя за висотою гора України — Піп Іван, 2020 м.

### Клімат

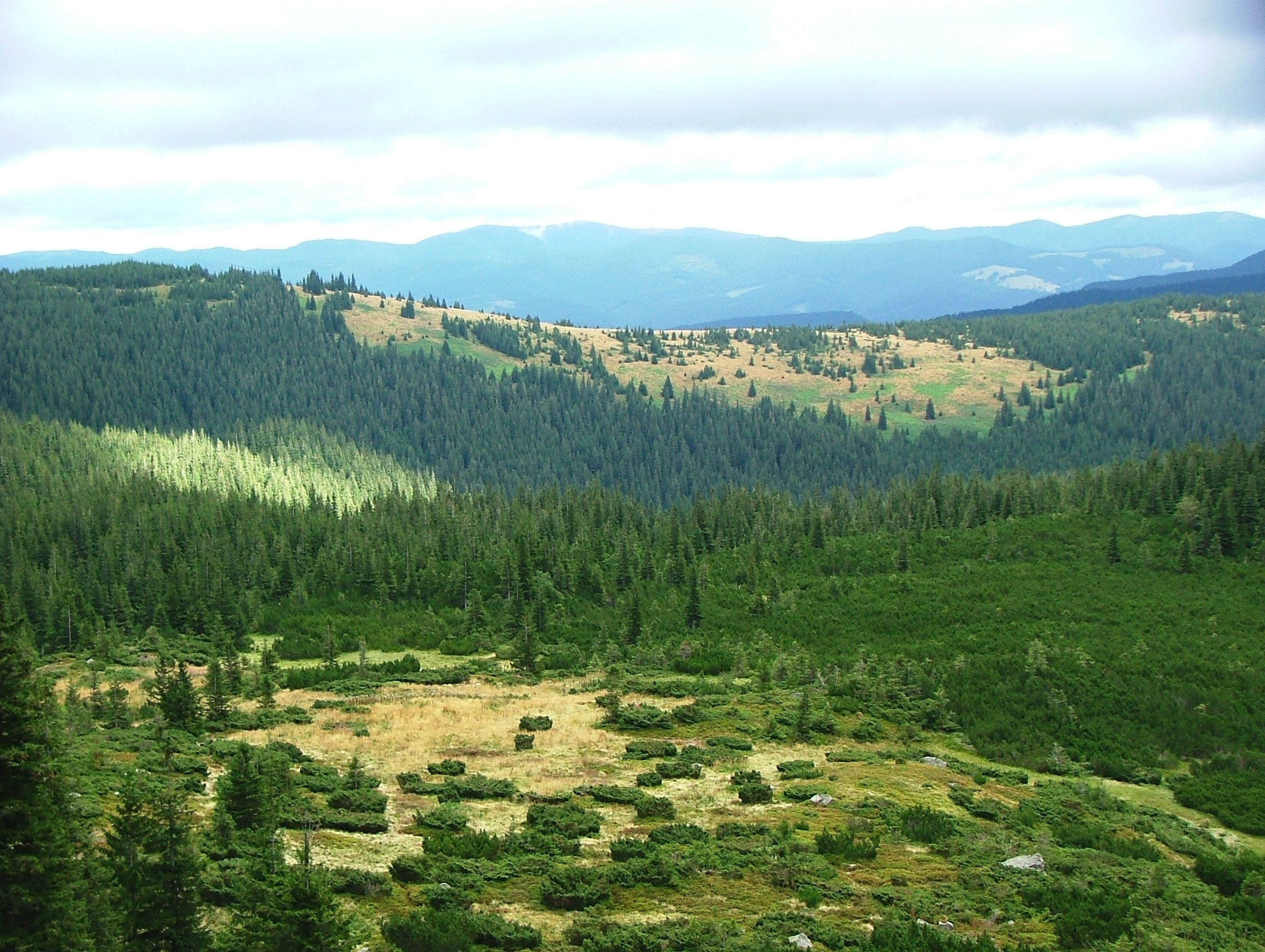
Частина «Карпатського національного природного парку» біля Говерли

Клімат Верховинського району є різноманітний. Це зумовлено зміною абсолютних висот, характером рельєфу, наявністю улоговин, річкових долин, схилів різних експозицій, циркуляції атмосфери, тощо. Тут виділяються в основному дві кліматичні зони: середня — з помірно холодним, надмірно вологим кліматом і високогірна — з холодним, надмірно вологим кліматом. Річна кількість опадів коливається від 800 до 1500 мм.
Холодний період в горах вище 800—1000 м триває 6 місяців. Сніговий покрив присутній з листопада до середини травня. Він має товщину на вершинах гір у середньому 300—350 см, а в інших місцях — як правило не перевищує (ненабагато перевищує 100 см). Взимку шляхи важко утримувати через снігові заноси, завірюху та низьку температуру. Вітри, що формуються під впливом загальної західної та північної й північно-східної циркуляції, а також положення гірських хребтів, спрямовує потоки холодного повітря смугами долин, зберігаючи прохолодний клімат. Переважають західні та південно-західні вітри. На високих масивах, зимою швидкість вітру може перевищити 45 м/с, а в інші пори року сягає від 3,5 до 4 м/с.
Найбільшу кількість опадів як правило фіксують протягом літніх місяців. Приблизно 25 % від усієї кількості опадів випадає у холодну пору року у вигляді снігу. Для більшості території району не притаманна небезпека сходження лавин, за винятком стін давньольодовикових котлів у Мармароських горах.

### Гідрологія
Досить насиченою є гідросистема району.
Найбільшою річкою є Черемош, загальна площа басейну якої на території району становить 2565 км². Територію району складають басейн Чорного Черемоша та лівобережна частина басейну Білого.
Саме Верховинщина є одним з найбагатших на мінеральні води регіонів держави. Тут є понад 100 джерел мінеральних вод. Лише в селищі Верховина та селі Буркут розташовано 10 досліджених джерел мінеральної води.

### Природно-заповідний фонд
Мережа природно-заповідного фонду в районі нараховує 18 заповідних об'єктів загальною площею 16 189 га. В тому числі:

#### Національні природні парки
Верховинський (загальнодержавного значення), Карпатський (загальнодержавного значення).

#### Гідрологічні заказники
Ріка Чорний Черемош з прибережною смугою.

#### Ландшафтні заказники
Чивчино-Гринявський.

#### Ботанічні пам'ятки природи
Еталон букового насадження, Еталон смерекового насадження (Гостовецьке л-во), Еталон смерекового насадження (Перкалабське л-во), Еталон смерекового насадження (Яловичорське л-во, кв. 14, вид. 13), Еталон смерекового насадження (Яловичорське л-во, кв. 14, вид. 16), Модрина, Редискул.

#### Геологічні пам'ятки природи
Писаний Камінь, Скельний коридор Довбушанки.

#### Гідрологічні пам'ятки природи
Болото Висяче (загальнодержавного значення).

#### Водоспади
Дзембронські водоспади,
Млинський водоспад,
Ціви,
Ґаджинські водоспади,
Буковецький водоспад,
Буковецький нижній,
Кривопільський водоспад

#### Комплексні пам'ятки природи
Каменець.

#### Заповідні урочища
Бережниця, Дрестунка, Заріччя, Липовий гай-1, Липовий гай-2, Прелучний, Чорний Потік.

### Довкілля
Верховинський район є одним із найчистіших в області, а можливо і в Україні з точки зору стану довкілля. Цьому сприяє віддаленість району від великих міст та промислових центрів регіону; відсутність виробничих підприємств, які б забруднювали довкілля; межування району з малонаселеними і екологічно чистими гірськими територіями.

## Історія
До найдавніших поселень відносяться села Красноїлля (стара назва Дідушкова річка), Довгополе, Криворівня, Білоберізка. Село Криворівня — одне з найбільших сіл району, вперше про нього згадується у 1719 році.
Основне багатство району — карпатський ліс. Відомий район своїми пасовищами — полонинами, де випасаються велика рогата худоба і вівці.
Ліквідований відповідно до постанови Верховної Ради України від 17 липня 2020 року «Про утворення та ліквідацію районів».

## Адміністративний устрій

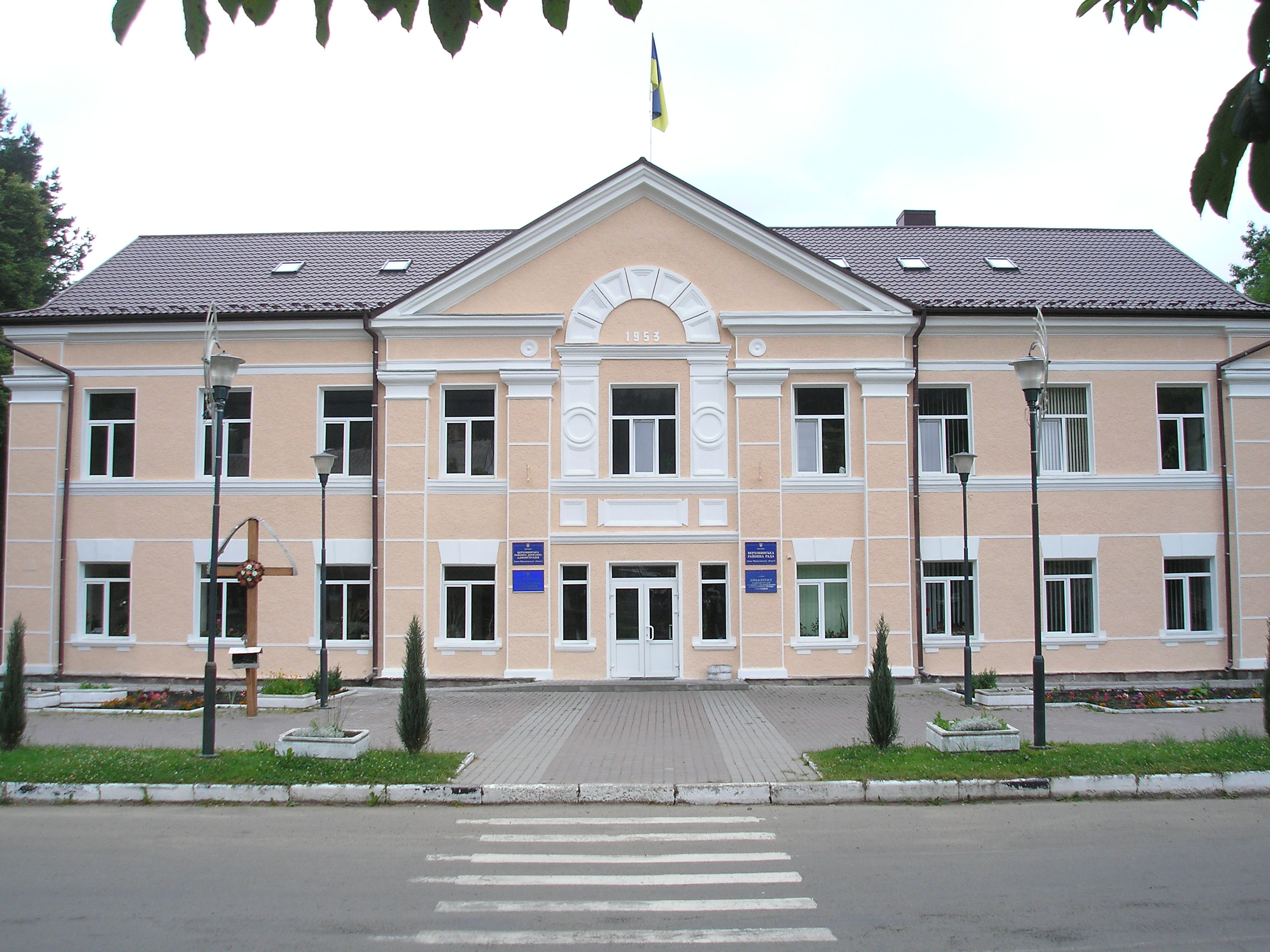
Верховинська районна рада

Адміністративно-територіально район поділяється на 1 селишну раду та 21 сільську раду, які об'єднують 43 населені пункти і підпорядковані Верховинській районній раді. Адміністративний центр — смт Верховина.

## Населення
Верховинський район є найменш населеним районом області. Частка населення району становить 2,6 % від усього населення області.
Згідно першого перепису населення 1950 року у Верховинському районі проживало близько 21,2 тисяч осіб.
Розподіл населення за віком та статтю (2001):
| Стать | Всього | До 15 років | 15-24 | 25-44 | 45-64 | 65-85 | Понад 85 |
| --- | ------ | ----------- | ----- | ----- | ----- | ----- | -------- |
| Чоловіки | 14 413 | 3644        | 2373  | 4419  | 2535  | 1354  | 88       |
| Жінки | 15 663 | 3564        | 2306  | 4160  | 3184  | 2328  | 121      |
| \| Статево-вікова піраміда \| Статево-вікова піраміда \| Статево-вікова піраміда \| \| ----------------------- \| ----------------------- \| ----------------------- \| \| Чоловіки \| Вік \| Жінки \| \| 88 \| 85 + \| 121 \| \| 85 \| 80-84 \| 199 \| \| 223 \| 75-79 \| 457 \| \| 458 \| 70-74 \| 751 \| \| 588 \| 65-69 \| 921 \| \| 538 \| 60-64 \| 841 \| \| 407 \| 55-59 \| 615 \| \| 709 \| 50-54 \| 822 \| \| 881 \| 45-49 \| 906 \| \| 1139 \| 40-44 \| 1144 \| \| 1088 \| 35-39 \| 1053 \| \| 1082 \| 30-34 \| 958 \| \| 1110 \| 25-29 \| 1005 \| \| 1184 \| 20-24 \| 1087 \| \| 1189 \| 15-20 \| 1219 \| \| 1360 \| 10-14 \| 1372 \| \| 1247 \| 5-9 \| 1177 \| \| 1037 \| 0-4 \| 1015 \| |        |             |       |       |       |       |          |
| Статево-вікова піраміда |        |             |       |       |       |       |          |
| Чоловіки | Вік    | Жінки       |       |       |       |       |          |
| 88 | 85 +   | 121         |       |       |       |       |          |
| 85 | 80-84  | 199         |       |       |       |       |          |
| 223 | 75-79  | 457         |       |       |       |       |          |
| 458 | 70-74  | 751         |       |       |       |       |          |
| 588 | 65-69  | 921         |       |       |       |       |          |
| 538 | 60-64  | 841         |       |       |       |       |          |
| 407 | 55-59  | 615         |       |       |       |       |          |
| 709 | 50-54  | 822         |       |       |       |       |          |
| 881 | 45-49  | 906         |       |       |       |       |          |
| 1139 | 40-44  | 1144        |       |       |       |       |          |
| 1088 | 35-39  | 1053        |       |       |       |       |          |
| 1082 | 30-34  | 958         |       |       |       |       |          |
| 1110 | 25-29  | 1005        |       |       |       |       |          |
| 1184 | 20-24  | 1087        |       |       |       |       |          |
| 1189 | 15-20  | 1219        |       |       |       |       |          |
| 1360 | 10-14  | 1372        |       |       |       |       |          |
| 1247 | 5-9    | 1177        |       |       |       |       |          |
| 1037 | 0-4    | 1015        |       |       |       |       |          |

Національний склад населення за даними перепису 2001 року:
| Національність | Кількість осіб | Відсоток |
| -------------- | -------------- | -------- |
| українці       | 29954          | 99,58 %  |
| росіяни        | 96             | 0,32 %   |
| білоруси       | 13             | 0,04 %   |
| інші           | 16             | 0,05 %   |

Мовний склад населення за даними перепису 2001 року:
| Мова       | Кількість осіб | Відсоток |
| ---------- | -------------- | -------- |
| українська | 29971          | 99,64 %  |
| російська  | 95             | 0,32 %   |
| інші       | 13             | 0,04 %   |

Станом на 01.01.2012 р. чисельність населення району становила 29 826 мешканців та збільшилась у порівнянні з початком 2011 року на 192 особи.
На 1 січня 2013 року тут мешкало 30 040 осіб, а 1 серпня 2013 року населення складало 30 224 особи[джерело?].
Населення району станом на 2015 рік становило 30 446 осіб, з них міського — 5 812 (власне Верховина), сільського — 24 634 осіб.

## Транспорт
Єдиним наявним видом транспорту в Верховинському районі є автомобільний. Територією району проходять регіональні автодороги Р24: Татарів — Косів — Коломия — Борщів — Кам'янець-Подільський та Р62 Верховина — Усть-Путила — Вижниця — Сторожинець — Чернівці.
Залізниці на території району немає. На відстані 32 км від Верховини розташована найближча залізнична станція Ворохта, що має пряме сполучення зі Львовом та Раховом (раз на день), звідси також курсують дизель-поїзди на Івано-Франківськ та Коломию.
На відстані 136 км від Верховини заходиться міжнародний аеропорт «Івано-Франківськ», звідки виконуються регулярні рейси на Київ. Приблизно на такій самій відстані
знаходиться міжнародний аеропорт «Чернівці», звідки регулярно літають літаки на Київ.

## Політика
25 травня 2014 року відбулися Президентські вибори України. У межах Верховинського району було створено 39 виборчих дільниць. Явка на виборах складала — 73,17 % (проголосували 16 611 із 22 701 виборців). Найбільшу кількість голосів отримав Петро Порошенко — 55,48 % (9 216 виборців); Юлія Тимошенко — 21,44 % (3 561 виборців), Олег Ляшко — 11,58 % (1 923 виборців), Анатолій Гриценко — 3,73 % (619 виборців). Решта кандидатів набрали меншу кількість голосів. Кількість недійсних або зіпсованих бюлетенів — 0,71 %.

## Соціальна сфера

### Освіта
У районі працює 36 загальноосвітніх шкіл, в числі яких — Верховинський ліцей, 14 шкіл I—III ступенів, 10 — I—II ступенів та 10 шкіл I ступеню. Також у районі працює 3 навчально-виховні комплекси, що є поєднанням загальноосвітньої школи та дошкільного навчального закладу, та 13 дитячих садків.
За показником забезпеченості населення загальноосвітніми школами (кількість закладів на 10 тис. населення) Верховинський район майже у 2 рази перевищує середній показник для області, що пояснюється не стільки щільністю шкільної мережі, скільки малочисельністю населення Верховинщини. Всього у школах району навчаються 5200 учнів. Протягом останніх 10 років спостерігається поступове скорочення числа випускників загальноосвітніх шкіл. Так протягом 2003—2012 рр. число випускників, що отримали атестати, зменшилось на 21 %. У школах району працює 818 вчителів. Для шкіл району є характерним найнижчий рівень забезпеченості педагогічними кадрами. З іншого боку, на одного вчителя в районі у середньому припадає лише 5 учнів, що є безпрецедентним для області показником.
Вищу освіту у Верховині репрезентують Коледж туризму та готельного господарства Прикарпатського національного університету ім. В.Стефаника, філіал Відкритого міжнародного університету розвитку людини «Україна», що спеціалізується на освіті для людей з особливими потребами. У Криворівні діє філія Бережанського агротехнічного інституту.

### Спорт
В районі діє дитячо-юнацька спортивна школа. У 2010 році реконструйовано діючий трамплін, де відбуваються спортивні змагання регіонального, всеукраїнського і навіть міжнародного рівнів, зокрема з лижного спорту, стрибків з трампліну.

### Культура
Літературно-меморіальний музей Івана Франка відкрито у 1953 р. в селі Криворівні, де у літні періоди з 1906 по 1914 рр. письменник жив з сім'єю.

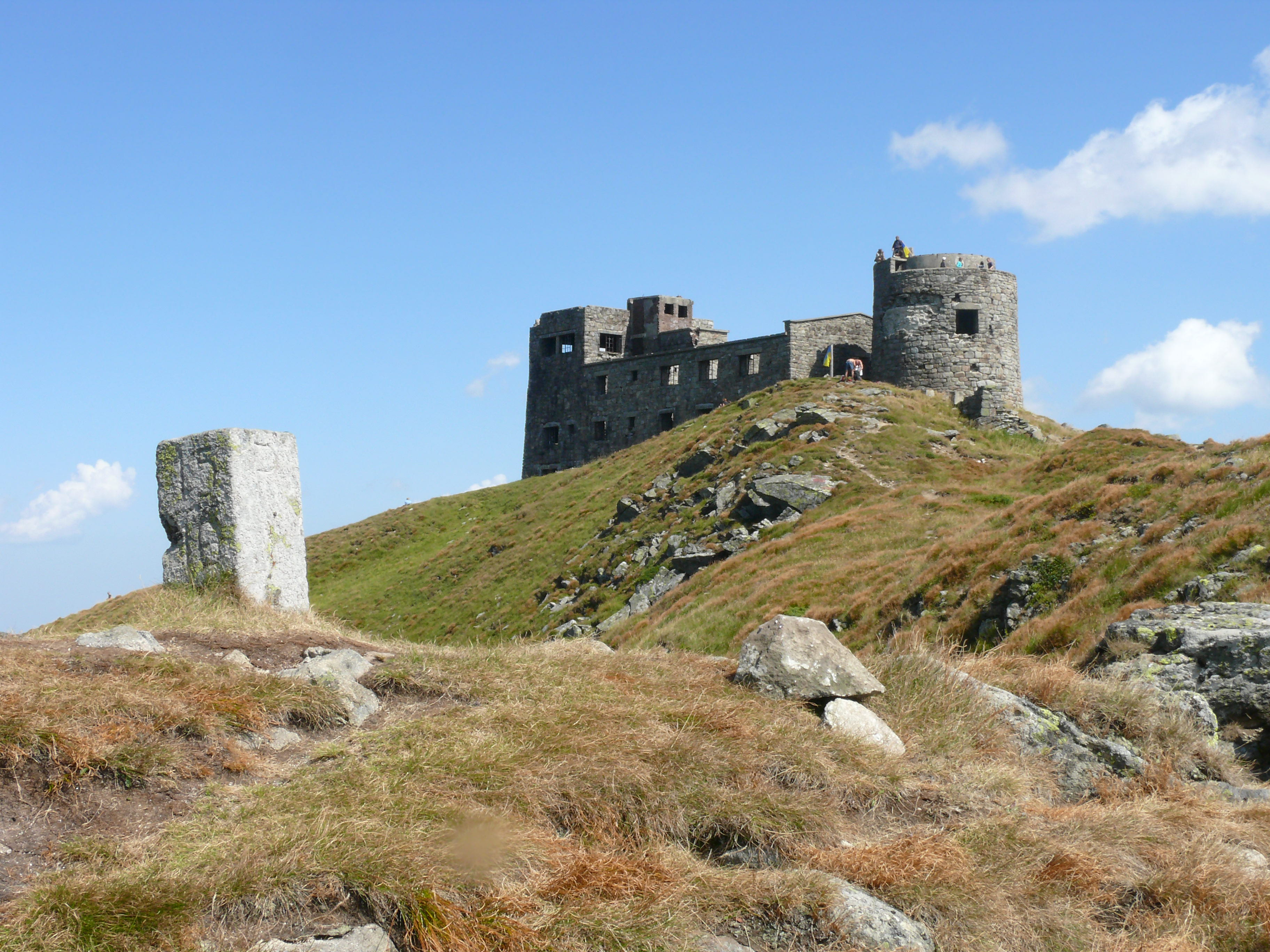
Руїни астрономічно-метеорологічної обсерваторії

До закладів культури належать 16 сільських будинків культури, 22 клуби, 38 бібліотек, школа мистецтв. Діють Регіональний історико-краєзнавчий музей Гуцульщини,Музей гуцульського побуту, етнографії та музичних інструментів Романа Кумлика, Музей фільму «Тіні забутих предків» (всі — у Верховині, Літературно-меморіальний музей Івана Франка та музей Михайла Грушевського у Криворівні, Народний музей Гуцульського театру Гната Хоткевича у Красноїллі, Музей «Гуцульщина» у Яблуниці, Музей гуцульської вишивки у с. Зелене Підугорське, Музей «Хата-ґражда» гуцульської господарки у Криворівні.
Чотирьом колективам художньої самодіяльності району присвоєно звання «народний»:
- танцювальному колективу «Ванджураків-Ілюків» з села Віпче;
- хору «Гомін Карпат»;
- танцювальному колективу «Черемош»;
- квартету «Ясени».

Ці колективи представляли гуцульське мистецтво у багатьох зарубіжних країнах. Двадцять років діє ансамбль троїстих музик «Черемош» (керівник — заслужений працівник культури України Роман Кумлик).
З 1991 року, проводяться Гуцульські міжрайонні художньо-мистецькі фестивалі, які на сьогодні набули характер загальноукраїнських і навіть міжнародних заходів.

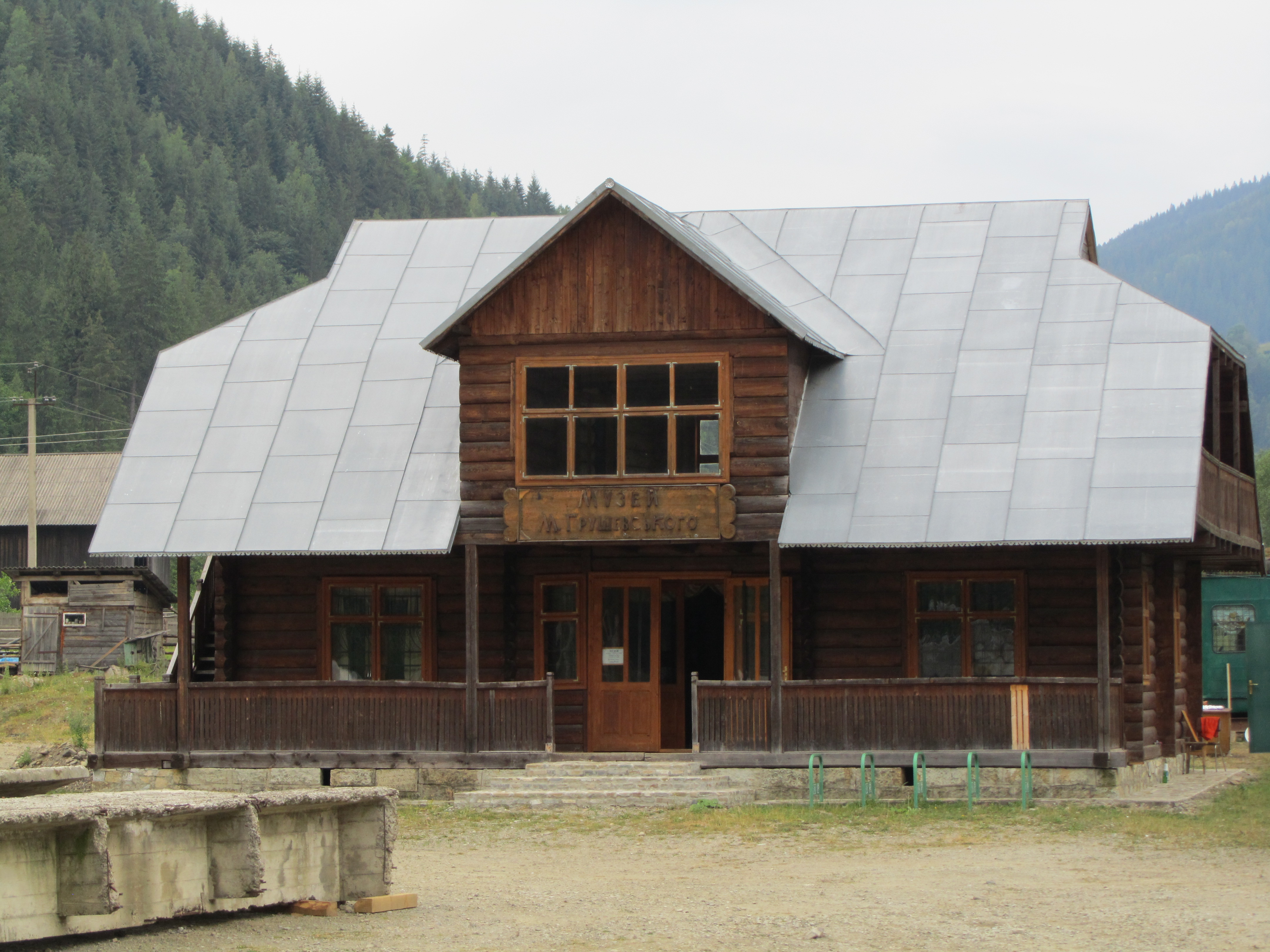
Музей Михайла Грушевського у Криворівні

### Охорона здоров'я
Мережа медичних закладів Верховинського району включає районну лікарню на 175 ліжок, 11 відділень, 2 дільничні лікарні, 1 сільську лікарську амбулаторію (с. Зелене), 1 амбулаторію загальної практики сімейної медицини (с. Красноїлля), 39 фельдшерсько-акушерських пунктів практично в усіх селах району та районну санітарно-епідеміологічну станцію.
Структурним підрозділом районної лікарні є поліклініка, яка щоденно може прийняти до 150 відвідувачів. За показником кількості лікарняних ліжок на 10 тис. населення (65,3 ліжка у 2010 р.) Верховинський район випереджає Надвірнянський район та м. Болехів, однак поступається іншим гірським територіям Івано-Франківщини. При цьому показник району щодо забезпеченості місцями у лікувальних закладах є у 1,8 разів нижчим за середній показник для області.
Протягом 2007—2010 рр. зафіксовано збільшення чисельності лікарського персоналу, при цьому потреби населення в медичному персоналі залишаються задоволені на рівні 85 %. Потреби у медичних послугах зростають по мірі збільшення випадків захворювань серед населення. У порівнянні з 2006 р. кількість уперше в житті зареєстрованих випадків
захворювань в районі збільшилась приблизно на 24 %.

## Пам'ятки
У Верховинському районі перебуває на обліку 14 пам'яток архітектури.

## Персоналії
Село Буркут, Голови, Довгополе, Красноїлля, Криворівня відомі тим, що тут бували Леся Українка, Іван Франко, Ольга Кобилянська, Михайло Коцюбинський, Василь Стефаник, Станіслав Вінценз та інші. Гуцульський край справив велике враження на Коцюбинського і він написав повість «Тіні забутих предків». У селі Красноїлля жив (1906–1912 рр.) український письменник Гнат Хоткевич, де він написав повісті «Камінна душа», «Довбуш» та ін. Саме в цьому селі ним був створений відомий за межами України аматорський Гуцульський театр. Сьогодні тут відкрито музей Гната Хоткевича.

## Цікаві факти
Жителі Верховинського району брали участь у зйомках фільму «Камінна душа», знятого режисером Станіславом Клименком за однойменною повістю Гната Хоткевича.

## Світлини

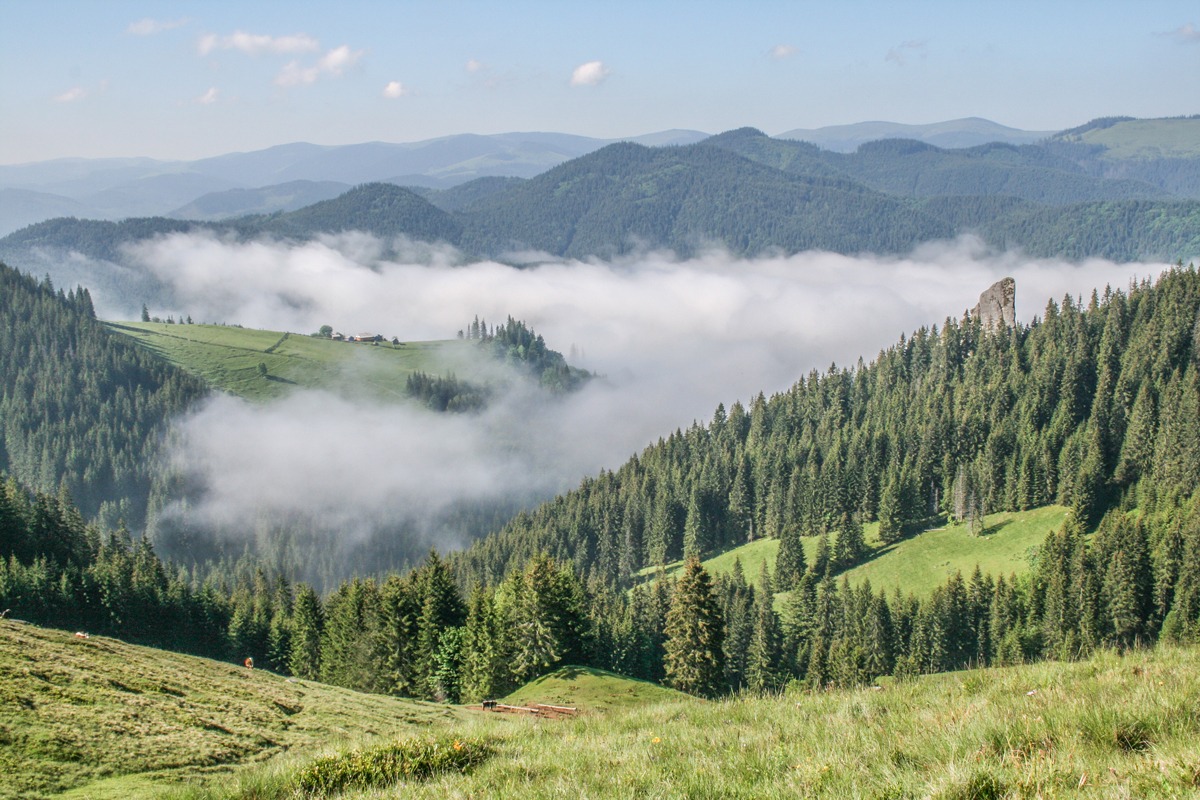
Ранок на Угорських скелях.
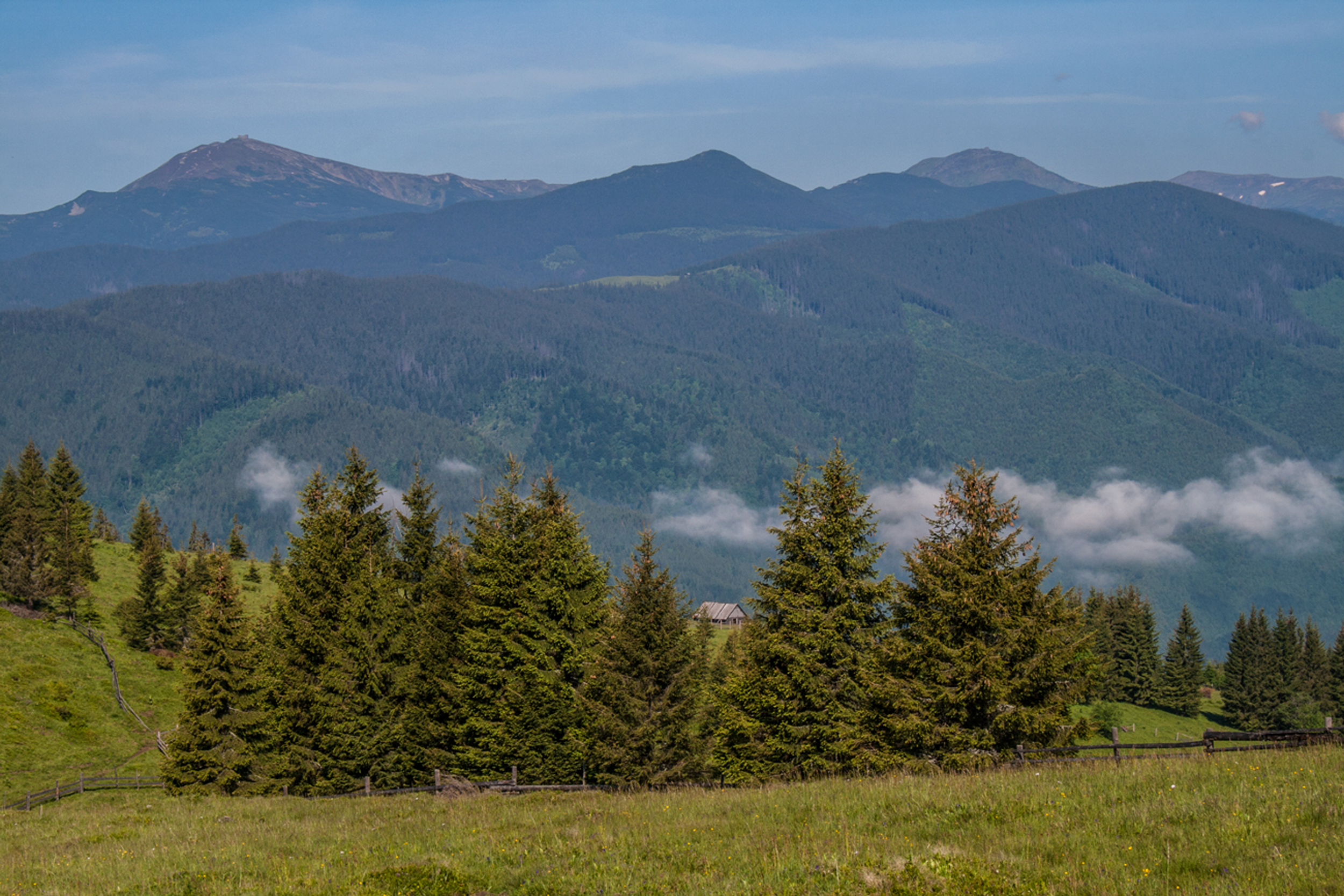
Заказник «Чивчино-Гринявський».
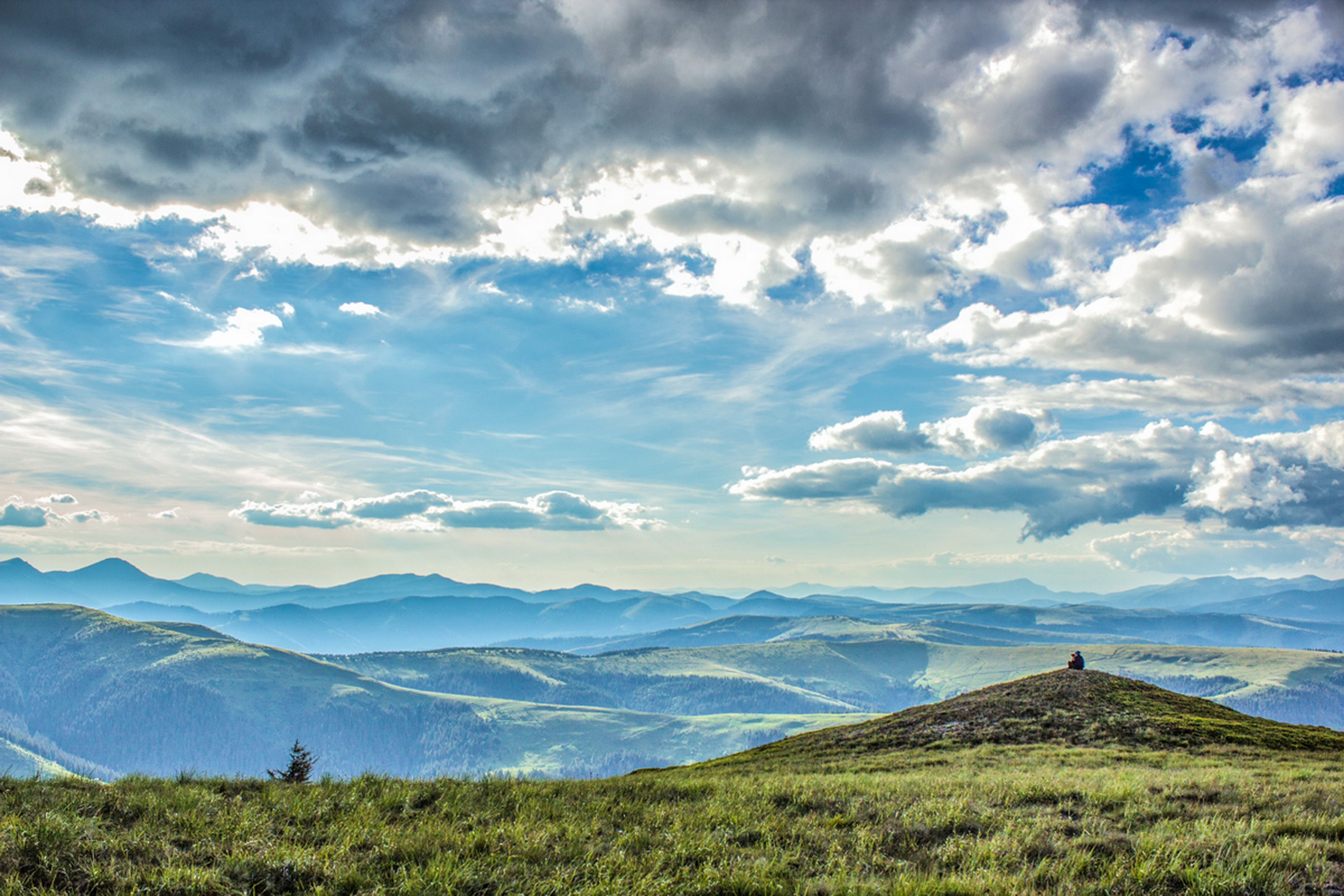
Чивчин.
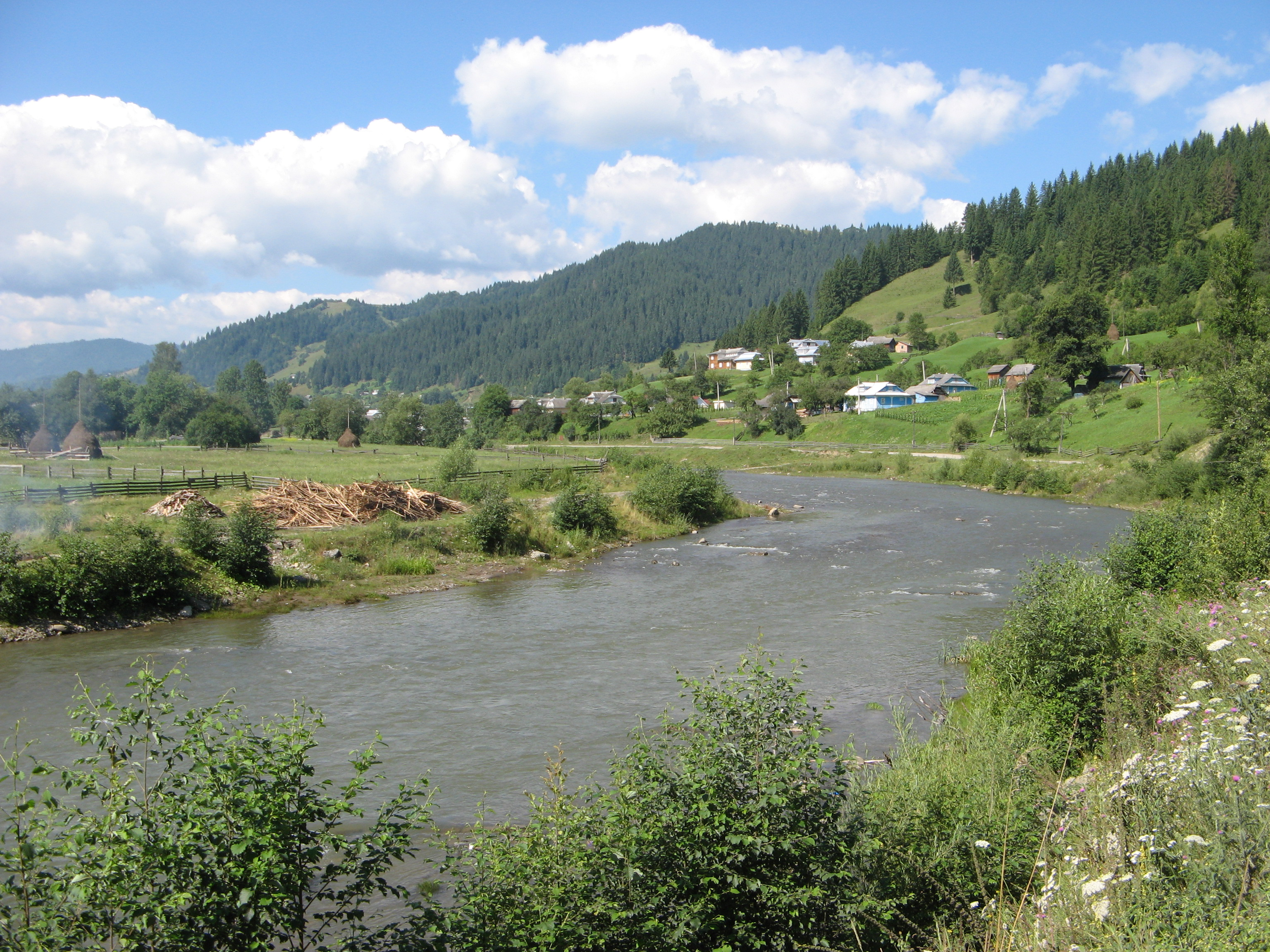
Білий Черемош біля села Полянки
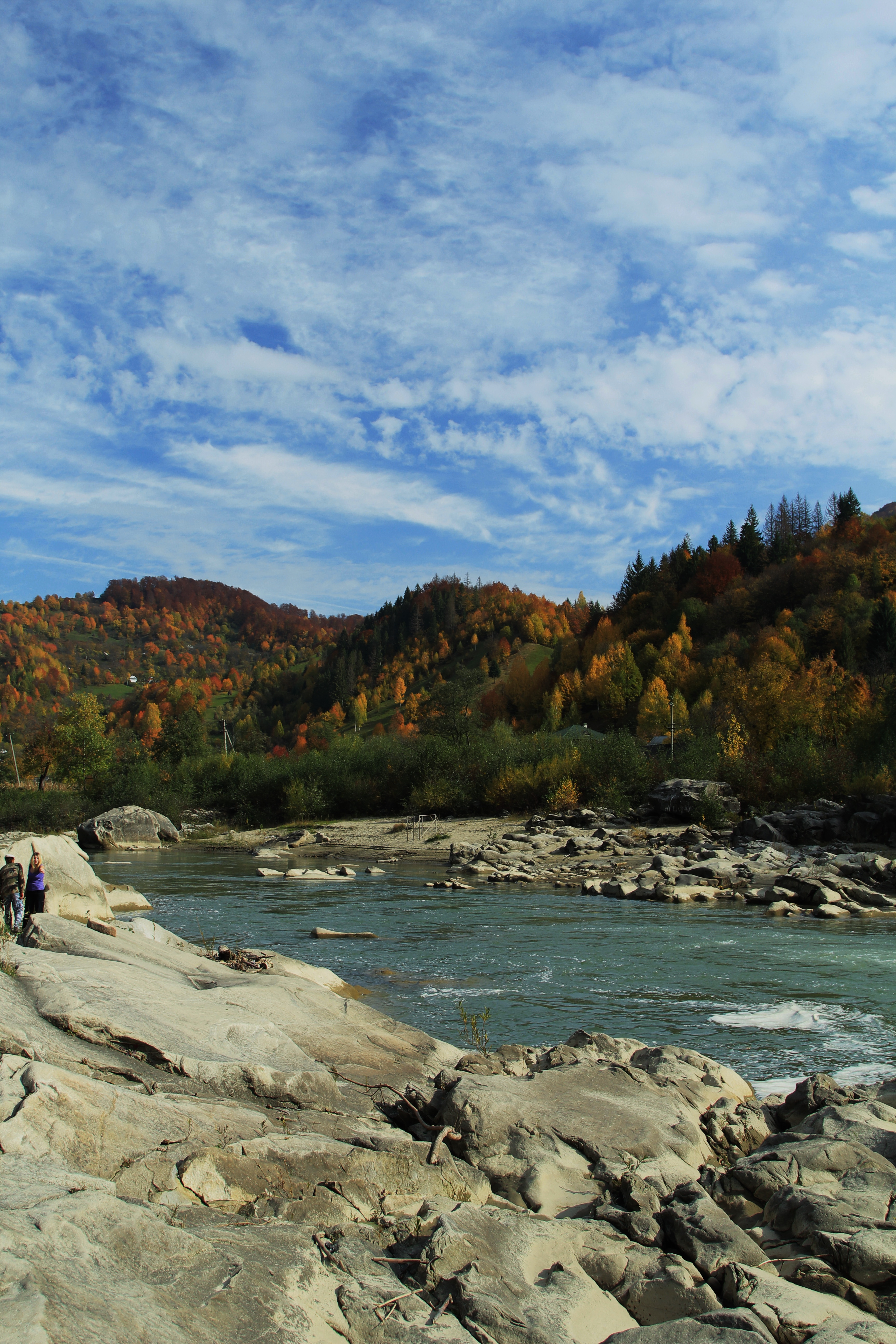
Чорний Черемош.
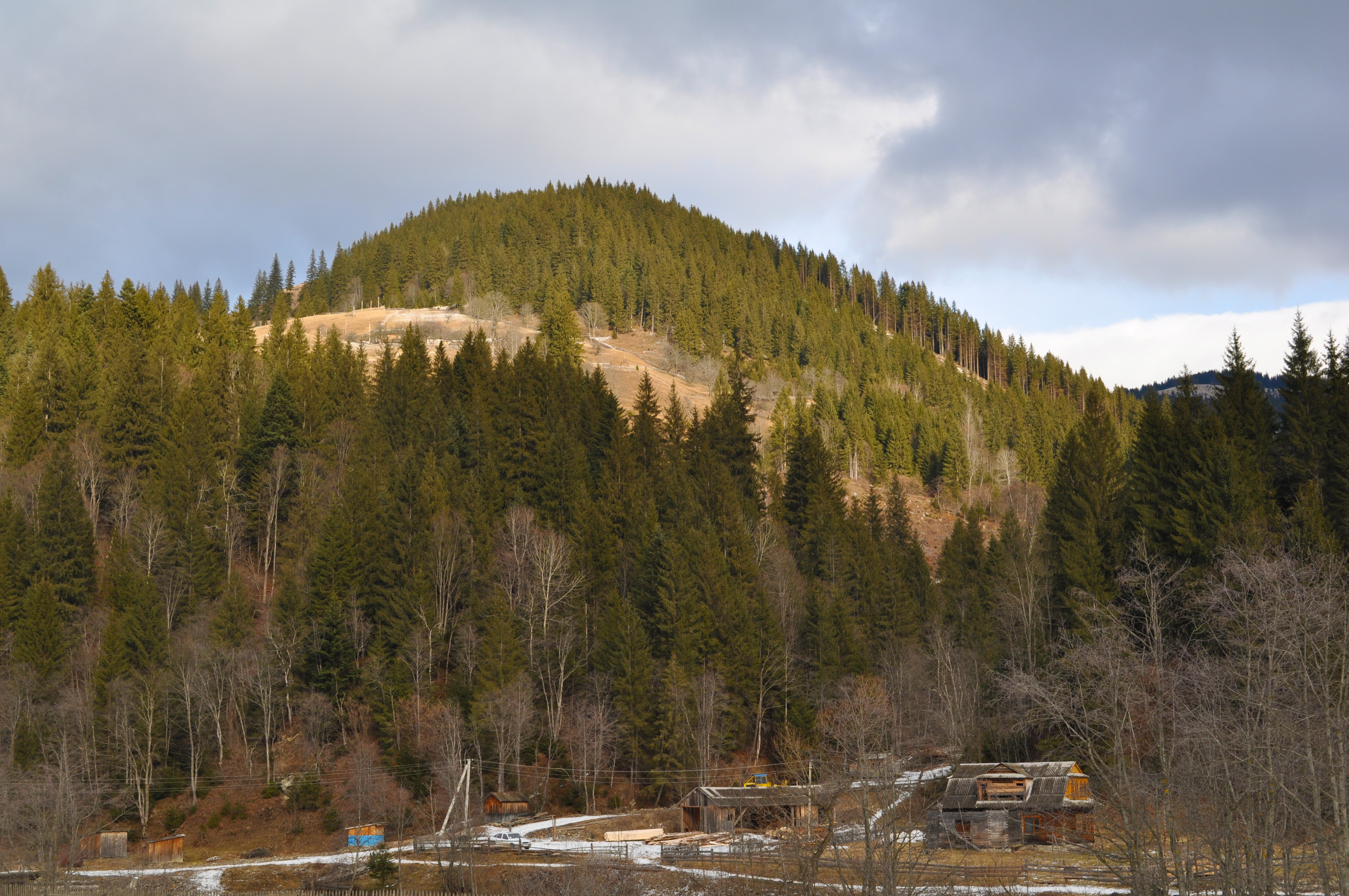
Дземброня
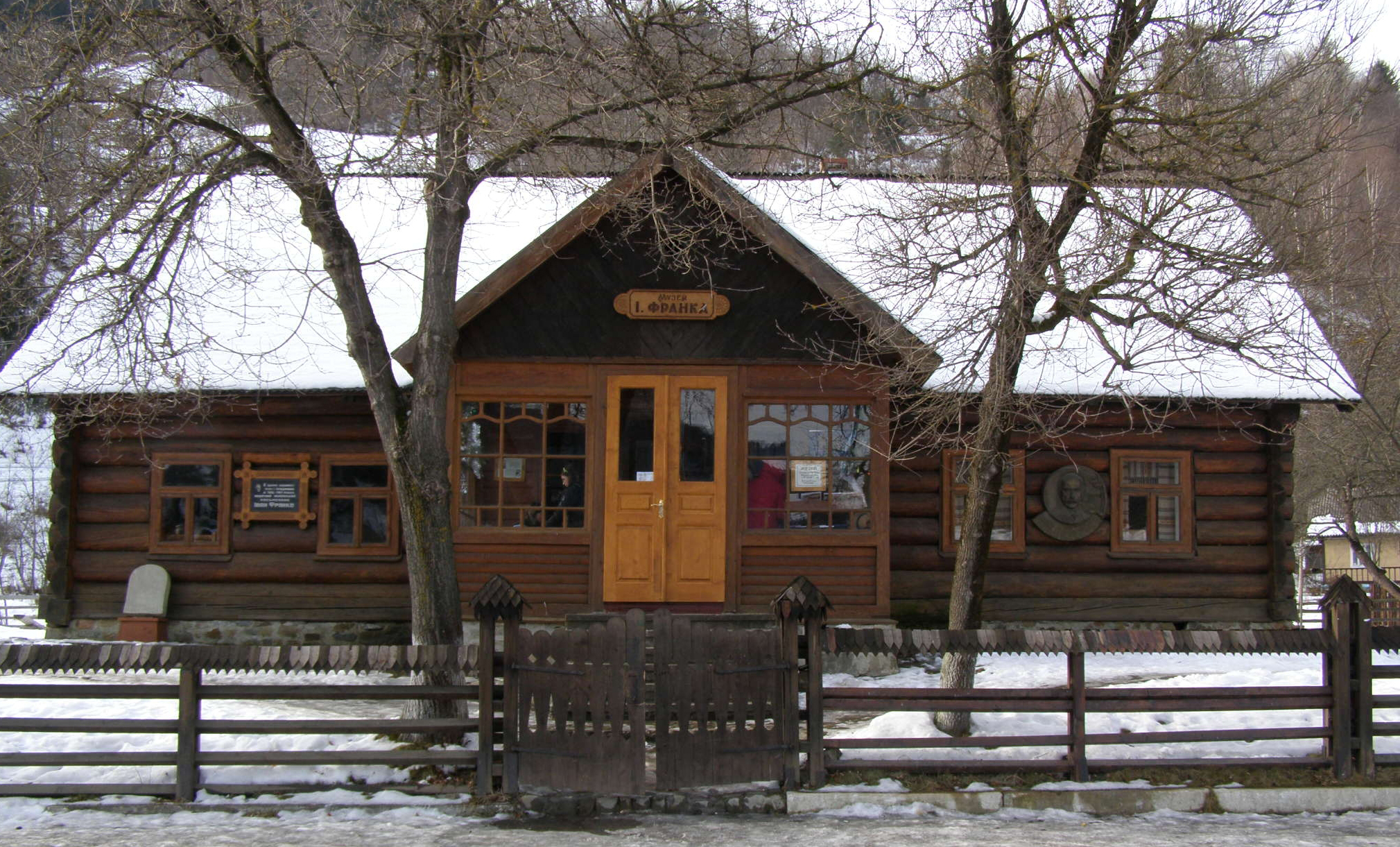
Музей Івана Франка у Криворівні
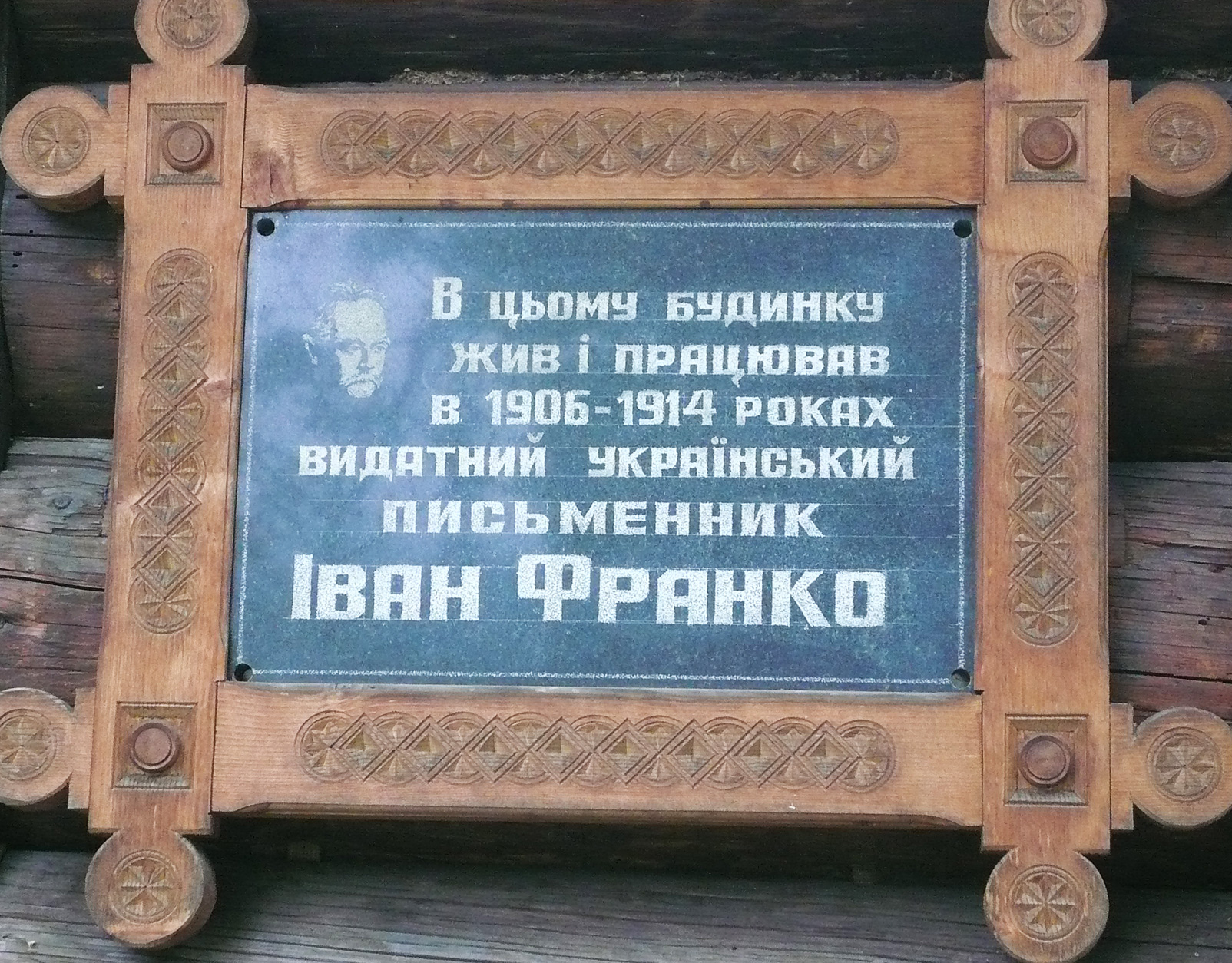
Літературно-меморіальний музей Івана Франка (Криворівня)
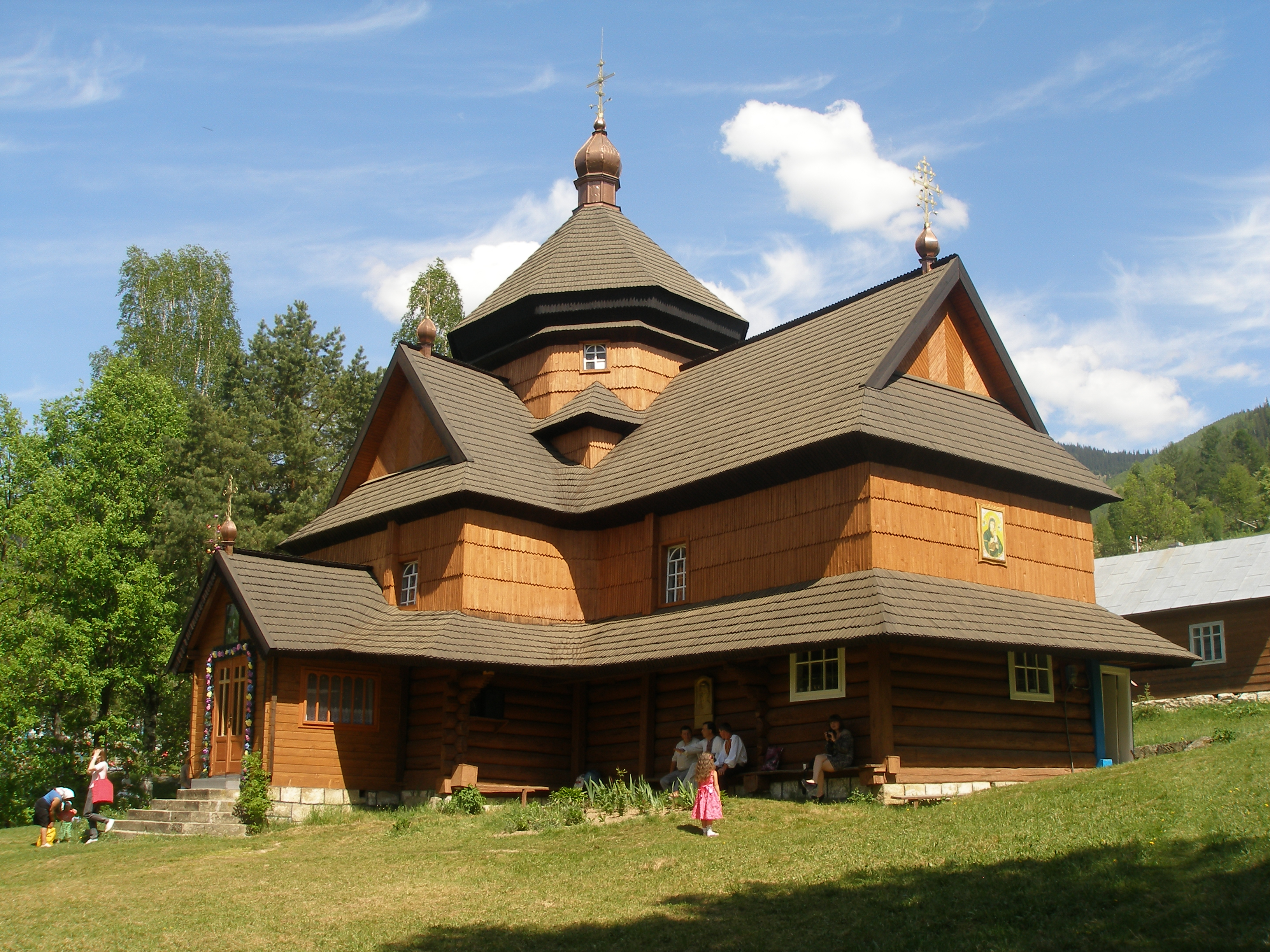
Церква Різдва Богородиці в с. Криворівня
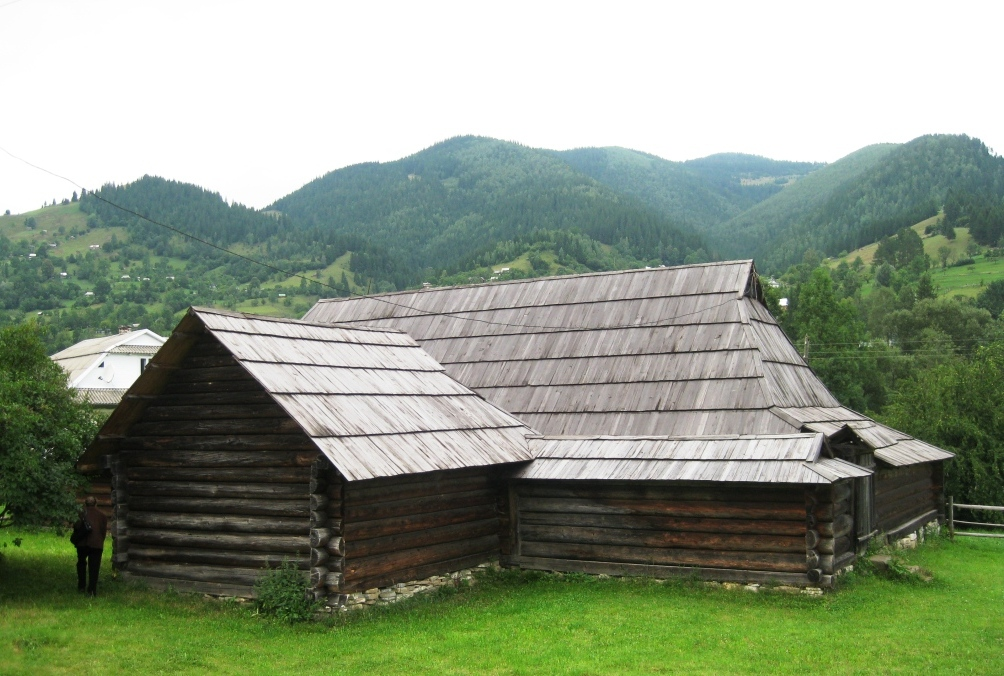
Гуцульська хата-ґражда (музей) — місце зйомок фільму «Тіні забутих предків»
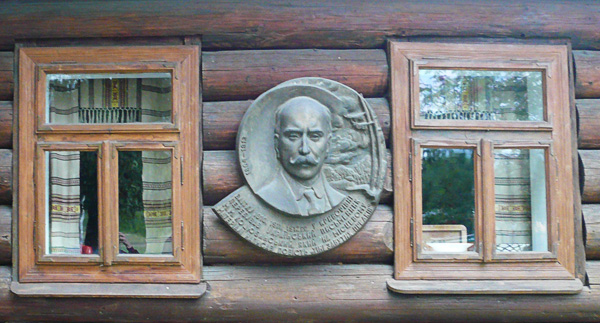
Меморіальна дошка Коцюбинському в Музеї Івана Франка.
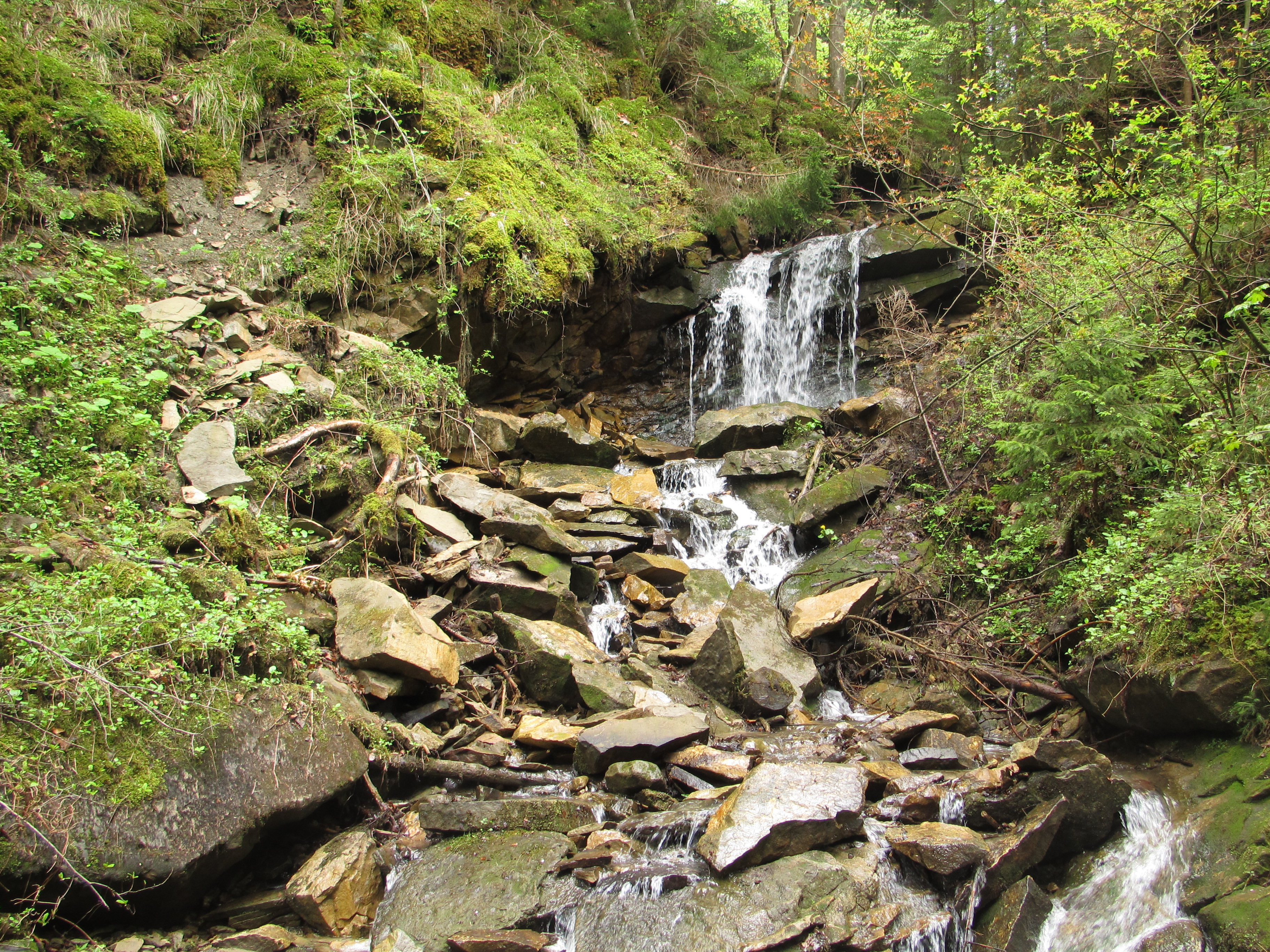
Водоспад Ціви в с. Білоберізка
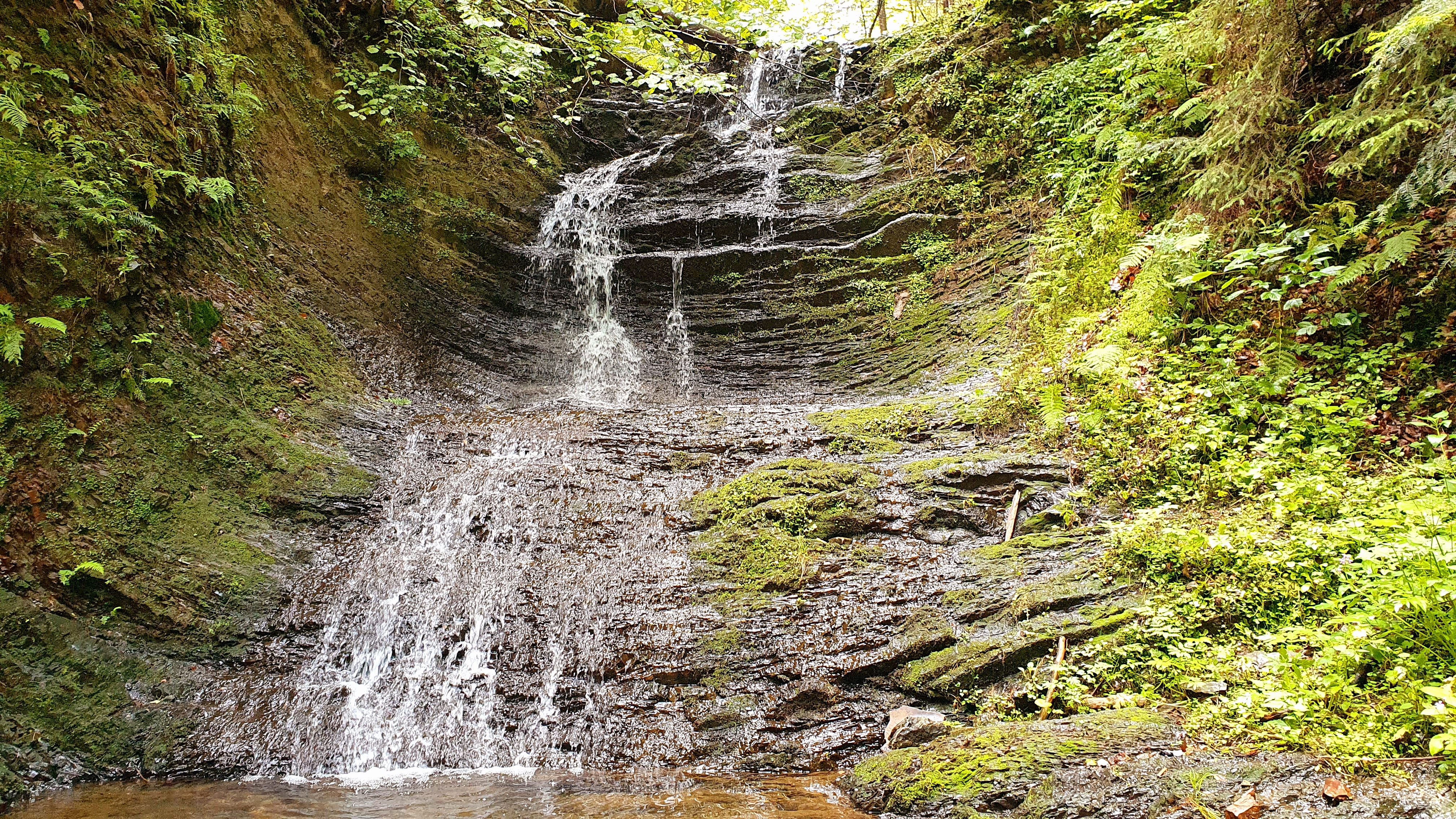
Буковецький водоспад
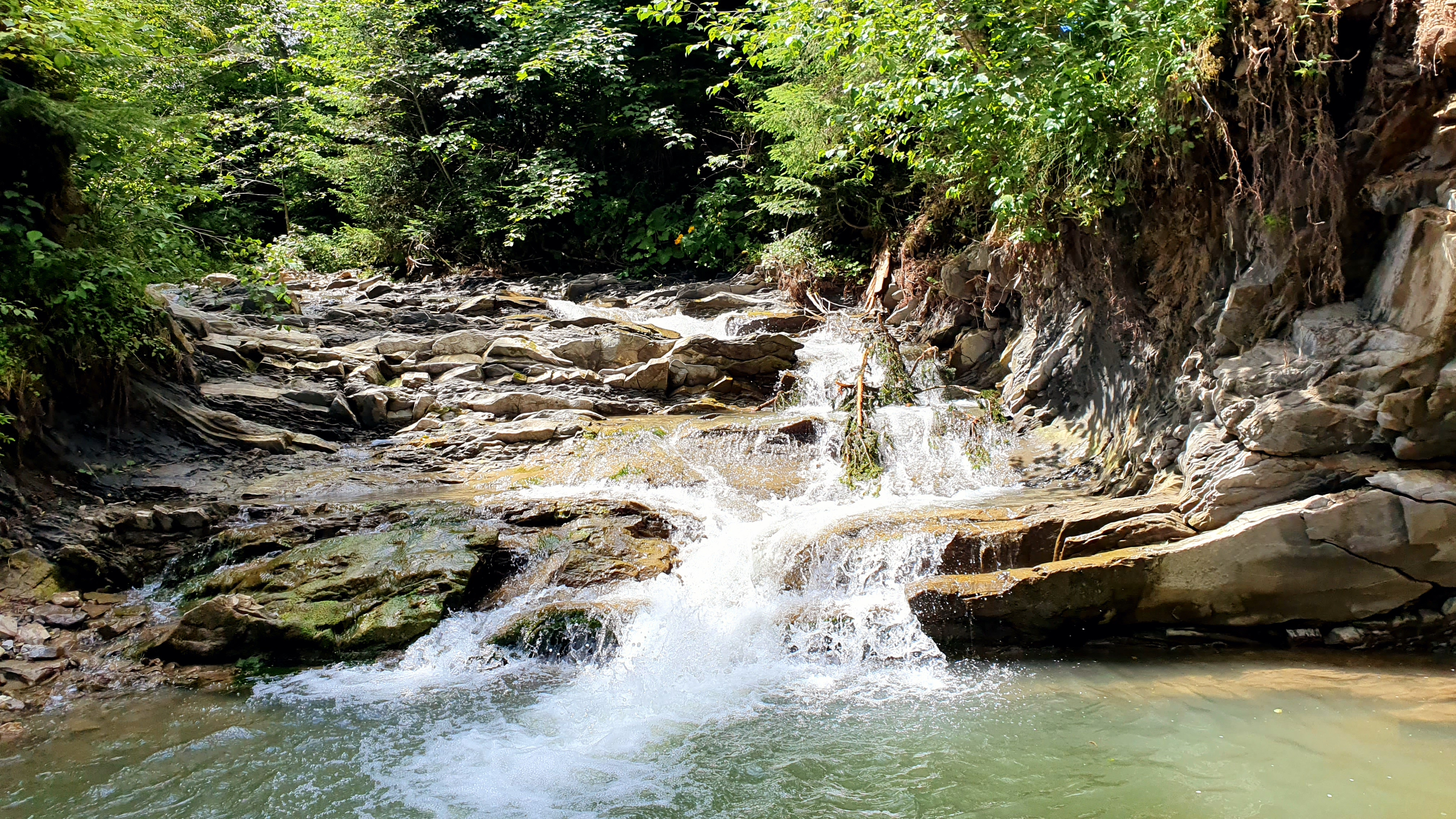
Кривопільський водоспад